# نيناد ميتروفيتش (لاعب كرة قدم)
نيناد ميتروفيتش (بالصربية: Ненад Митровић)‏ هو لاعب كرة قدم صربي في مركز الهجوم، ولد في 21 أكتوبر 1980 في ليسكوفاتس في صربيا. لعب مع نادي أوبليتش ونادي دوبوسيكا.